# Kalkskär, Borgå
Kalkskär är en ö i Finland. Den ligger i Finska viken och i kommunen Borgå i den ekonomiska regionen  Borgå i landskapet Nyland, i den södra delen av landet. Ön ligger omkring 36 kilometer öster om Helsingfors.
Öns area är 2,8 hektar och dess största längd är 350 meter i nord-sydlig riktning.